# جیمز کوین ویلسون
جیمز کوین ویلسون (انگلیسی: James Q. Wilson; ۲۷ مهٔ ۱۹۳۱ – ۲ مارس ۲۰۱۲) دانشمند در زمینه علوم سیاسی، اداره امور عمومی، و جامعه‌شناسی اهل ایالات متحده آمریکا بود.
وی همچنین برندهٔ جوایزی همچون نشان افتخار آزادی رئیس‌جمهوری شده‌است.